# Tour de Norvège féminin 2017
La 4e édition du Tour de Norvège féminin a lieu du 17 août au 20 août 2017. La course est la dix-septième manche de l'UCI World Tour. Elle se déroule à Halden une semaine après l'Open de Suède Vårgårda, ville qui se trouve à deux cents kilomètres de là. 
Sur le prologue, Ellen van Dijk s'impose devant Marianne Vos. Le lendemain, l'étape se conclut par un sprint massif où Jolien D'Hoore est la plus rapide et s'empare au passage du maillot jaune. Chloe Hosking gagne la deuxième étape dans les mêmes conditions. Marianne Vos prend la tête du classement général grâce aux bonifications. Sur la dernière étape, le final est très mouvementé avec notamment des attaques d'Ellen van Dijk et Linda Villumsen. Megan Guarnier s'impose. Au classement général final, Marianne Vos gagne devant Megan Guarnier et Ellen van Dijk. La première s'adjuge également le classement par points. Janneke Ensing est la meilleure grimpeuse, Lisa Klein la meilleure jeune et Sunweb la meilleure équipe.

## Parcours
Le parcours est relativement plat sauf sur la dernière étape qui présente quelques vallons.

## Équipes
| Équipes féminines professionnelles (20)- Alé Cipollini Galassia - Boels Dolmans - Canyon-SRAM - Cervélo Bigla - Cylance Pro Cycling - Drops - FDJ-Nouvelle Aquitaine-Futuroscope - Hitec Products - Lensworld-Kuota - Orica-Scott - Parkhotel Valkenburg-Destil Cycling Team - Sport Vlaanderen-Etixx - Sunweb - VéloCONCEPT Women - Wiggle High5 - WM3 Pro Cycling - UnitedHealthcare - Team WNT - Lotto Soudal - BePink Cogeas Équipes nationales (3)- Norvège - Suède - Australie |
| |

## Étapes
| Étape     | Date    | Villes étapes                    | type            | Distance (km) | Vainqueur d'étape | Leader du classement général |
| --------- | ------- | -------------------------------- | --------------- | ------------- | ----------------- | ---------------------------- |
| Prologue  | 17 août | Halden – Halden                  | prologue        | 3             | Ellen van Dijk    | Ellen van Dijk               |
| 1re étape | 18 août | Halden – Mysen                   | étape de plaine | 101,5         | Jolien D'Hoore    | Jolien D'Hoore               |
| 2e étape  | 19 août | Sarpsborg – Fredrikstad          | étape de plaine | 140,1         | Chloe Hosking     | Marianne Vos                 |
| 3e étape  | 20 août | Vieux pont de Svinesund – Halden | étape de plaine | 158,6         | Megan Guarnier    | Marianne Vos                 |

## Déroulement de la course

### Prologue
La championne d'Europe du contre-la-montre Ellen van Dijk s'impose devant la championne d'Europe sur route Marianne Vos. Katrin Garfoot complète le podium.
| \| Classement de l'étape \| Classement de l'étape \| Classement de l'étape \| Classement de l'étape \| Classement de l'étape \| \| Coureuse \| Coureuse \| Pays \| Équipe \| Temps \| \| --------------------- \| --------------------- \| --------------------- \| --------------------- \| --------------------- \| \| 1re \| Ellen van Dijk \| Pays-Bas \| Sunweb \| 3 min 44 s \| \| 2e \| Marianne Vos \| Pays-Bas \| WM3 \| + 1 s \| \| 3e \| Katrin Garfoot \| Australie \| Orica-Scott \| + 1 s \| \| 4e \| Lisa Klein \| Allemagne \| Cervélo Bigla \| + 1 s \| \| 5e \| Megan Guarnier \| États-Unis \| Boels Dolmans \| + 4 s \| \| 6e \| Juliette Labous \| France \| Sunweb \| + 4 s \| \| 7e \| Mieke Kröger \| Allemagne \| Canyon-SRAM Racing \| + 4 s \| \| 8e \| Jolien D'Hoore \| Belgique \| Wiggle High5 \| + 5 s \| \| 9e \| Lotta Lepistö \| Finlande \| Cervélo Bigla \| + 5 s \| \| 10e \| Katie Archibald \| Royaume-Uni \| Team WNT \| + 6 s \| |                 |             |                    |            |
| |                 |             |                    |            |
| Source : ProCyclingStats |                 |             |                    |            |
| Classement de l'étape |                 |             |                    |            |
| Coureuse | Coureuse        | Pays        | Équipe             | Temps      |
| 1re | Ellen van Dijk  | Pays-Bas    | Sunweb             | 3 min 44 s |
| 2e | Marianne Vos    | Pays-Bas    | WM3                | + 1 s      |
| 3e | Katrin Garfoot  | Australie   | Orica-Scott        | + 1 s      |
| 4e | Lisa Klein      | Allemagne   | Cervélo Bigla      | + 1 s      |
| 5e | Megan Guarnier  | États-Unis  | Boels Dolmans      | + 4 s      |
| 6e | Juliette Labous | France      | Sunweb             | + 4 s      |
| 7e | Mieke Kröger    | Allemagne   | Canyon-SRAM Racing | + 4 s      |
| 8e | Jolien D'Hoore  | Belgique    | Wiggle High5       | + 5 s      |
| 9e | Lotta Lepistö   | Finlande    | Cervélo Bigla      | + 5 s      |
| 10e | Katie Archibald | Royaume-Uni | Team WNT           | + 6 s      |

| \| Classement général \| Classement général \| Classement général \| Classement général \| Classement général \| \| Coureuse \| Coureuse \| Pays \| Équipe \| Temps \| \| ------------------ \| ------------------ \| ------------------ \| ------------------ \| ------------------ \| \| 1re \| Ellen van Dijk \| Pays-Bas \| Sunweb \| 3 min 44 s \| \| 2e \| Marianne Vos \| Pays-Bas \| WM3 \| + 1 s \| \| 3e \| Katrin Garfoot \| Australie \| Orica-Scott \| + 1 s \| \| 4e \| Lisa Klein \| Allemagne \| Cervélo Bigla \| + 1 s \| \| 5e \| Megan Guarnier \| États-Unis \| Boels Dolmans \| + 4 s \| \| 6e \| Juliette Labous \| France \| Sunweb \| + 4 s \| \| 7e \| Mieke Kröger \| Allemagne \| Canyon-SRAM Racing \| + 4 s \| \| 8e \| Jolien D'Hoore \| Belgique \| Wiggle High5 \| + 5 s \| \| 9e \| Lotta Lepistö \| Finlande \| Cervélo Bigla \| + 5 s \| \| 10e \| Katie Archibald \| Royaume-Uni \| Team WNT \| + 6 s \| |                 |             |                    |            |
| |                 |             |                    |            |
| Source : ProCyclingStats |                 |             |                    |            |
| Classement général |                 |             |                    |            |
| Coureuse | Coureuse        | Pays        | Équipe             | Temps      |
| 1re | Ellen van Dijk  | Pays-Bas    | Sunweb             | 3 min 44 s |
| 2e | Marianne Vos    | Pays-Bas    | WM3                | + 1 s      |
| 3e | Katrin Garfoot  | Australie   | Orica-Scott        | + 1 s      |
| 4e | Lisa Klein      | Allemagne   | Cervélo Bigla      | + 1 s      |
| 5e | Megan Guarnier  | États-Unis  | Boels Dolmans      | + 4 s      |
| 6e | Juliette Labous | France      | Sunweb             | + 4 s      |
| 7e | Mieke Kröger    | Allemagne   | Canyon-SRAM Racing | + 4 s      |
| 8e | Jolien D'Hoore  | Belgique    | Wiggle High5       | + 5 s      |
| 9e | Lotta Lepistö   | Finlande    | Cervélo Bigla      | + 5 s      |
| 10e | Katie Archibald | Royaume-Uni | Team WNT           | + 6 s      |

### 1reétape
Après que Marianne Vos a pris deux secondes de bonifications dans un sprint intermédiaire, Ilaria Sanguineti part en échappée avec Malgorzata Jasinska. Elles sont reprises à six kilomètres de l'arrivée. Claudia Koster tente de faire le kilomètre, mais l'étape se termine, comme prévu, au sprint. Jolien D'Hoore est la plus véloce devant Gracie Elvin et Christine Majerus.
| \| Classement de l'étape \| Classement de l'étape \| Classement de l'étape \| Classement de l'étape \| Classement de l'étape \| \| Coureuse \| Coureuse \| Pays \| Équipe \| Temps \| \| --------------------- \| --------------------- \| --------------------- \| --------------------- \| --------------------- \| \| 1re \| Jolien D'Hoore \| Belgique \| Wiggle High5 \| 2 h 26 min 39 s \| \| 2e \| Gracie Elvin \| Australie \| Orica-Scott \| + 0 s \| \| 3e \| Christine Majerus \| Luxembourg \| Boels Dolmans \| + 0 s \| \| 4e \| Elisa Balsamo \| Italie \| Valcar PBM \| + 0 s \| \| 5e \| Marianne Vos \| Pays-Bas \| WM3 \| + 0 s \| \| 6e \| Chloe Hosking \| Australie \| Alé Cipollini \| + 0 s \| \| 7e \| Kirsten Wild \| Pays-Bas \| Cylance \| + 0 s \| \| 8e \| Katarzyna Niewiadoma \| Pologne \| WM3 \| + 0 s \| \| 9e \| Emilie Moberg \| Norvège \| Hitec Products \| + 0 s \| \| 10e \| Giorgia Bronzini \| Italie \| Wiggle High5 \| + 0 s \| |                      |            |                |                 |
| |                      |            |                |                 |
| Source : ProCyclingStats |                      |            |                |                 |
| Classement de l'étape |                      |            |                |                 |
| Coureuse | Coureuse             | Pays       | Équipe         | Temps           |
| 1re | Jolien D'Hoore       | Belgique   | Wiggle High5   | 2 h 26 min 39 s |
| 2e | Gracie Elvin         | Australie  | Orica-Scott    | + 0 s           |
| 3e | Christine Majerus    | Luxembourg | Boels Dolmans  | + 0 s           |
| 4e | Elisa Balsamo        | Italie     | Valcar PBM     | + 0 s           |
| 5e | Marianne Vos         | Pays-Bas   | WM3            | + 0 s           |
| 6e | Chloe Hosking        | Australie  | Alé Cipollini  | + 0 s           |
| 7e | Kirsten Wild         | Pays-Bas   | Cylance        | + 0 s           |
| 8e | Katarzyna Niewiadoma | Pologne    | WM3            | + 0 s           |
| 9e | Emilie Moberg        | Norvège    | Hitec Products | + 0 s           |
| 10e | Giorgia Bronzini     | Italie     | Wiggle High5   | + 0 s           |

| \| Classement général \| Classement général \| Classement général \| Classement général \| Classement général \| \| Coureuse \| Coureuse \| Pays \| Équipe \| Temps \| \| ------------------ \| ------------------ \| ------------------ \| ------------------ \| ------------------ \| \| 1re \| Jolien D'Hoore \| Belgique \| Wiggle High5 \| 2 h 30 min 17 s \| \| 2e \| Marianne Vos \| Pays-Bas \| WM3 \| + 2 s \| \| 3e \| Ellen van Dijk \| Pays-Bas \| Sunweb \| + 6 s \| \| 4e \| Katrin Garfoot \| Australie \| Orica-Scott \| + 7 s \| \| 5e \| Lisa Klein \| Allemagne \| Cervélo Bigla \| + 7 s \| \| 6e \| Megan Guarnier \| États-Unis \| Boels Dolmans \| + 8 s \| \| 7e \| Mieke Kröger \| Allemagne \| Canyon-SRAM Racing \| + 9 s \| \| 8e \| Christine Majerus \| Luxembourg \| Boels Dolmans \| + 10 s \| \| 9e \| Juliette Labous \| France \| Sunweb \| + 10 s \| \| 10e \| Lotta Lepistö \| Finlande \| Cervélo Bigla \| + 11 s \| |                   |            |                    |                 |
| |                   |            |                    |                 |
| Source : ProCyclingStats |                   |            |                    |                 |
| Classement général |                   |            |                    |                 |
| Coureuse | Coureuse          | Pays       | Équipe             | Temps           |
| 1re | Jolien D'Hoore    | Belgique   | Wiggle High5       | 2 h 30 min 17 s |
| 2e | Marianne Vos      | Pays-Bas   | WM3                | + 2 s           |
| 3e | Ellen van Dijk    | Pays-Bas   | Sunweb             | + 6 s           |
| 4e | Katrin Garfoot    | Australie  | Orica-Scott        | + 7 s           |
| 5e | Lisa Klein        | Allemagne  | Cervélo Bigla      | + 7 s           |
| 6e | Megan Guarnier    | États-Unis | Boels Dolmans      | + 8 s           |
| 7e | Mieke Kröger      | Allemagne  | Canyon-SRAM Racing | + 9 s           |
| 8e | Christine Majerus | Luxembourg | Boels Dolmans      | + 10 s          |
| 9e | Juliette Labous   | France     | Sunweb             | + 10 s          |
| 10e | Lotta Lepistö     | Finlande   | Cervélo Bigla      | + 11 s          |

### 2eétape

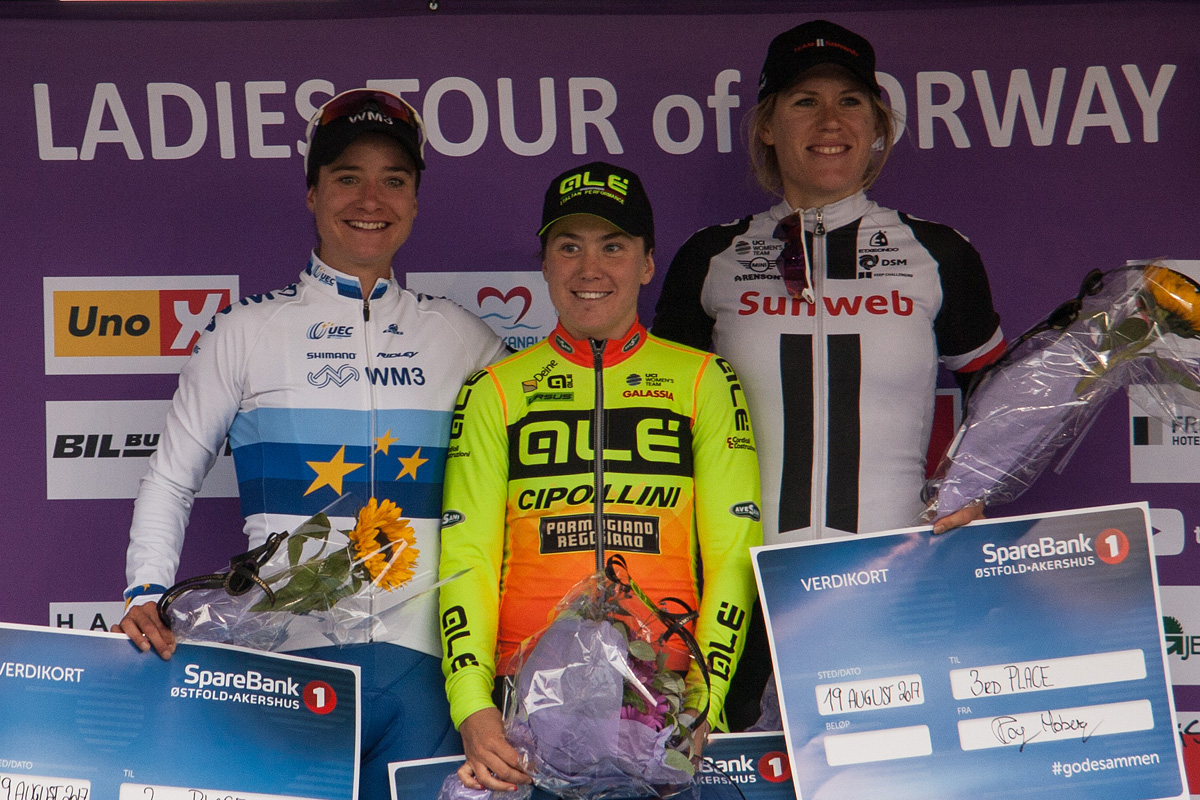
Podium de la deuxième étape

La formation WM3 contrôle le peloton en début d'étape afin de permettre à Marianne Vos de jouer les bonifications. La première à parvenir à s'échapper est  Silvia Valsecchi. Son avance culmine à une minute trente, mais elle est reprise peu avant un sprint intermédiaire. À une trentaine de kilomètres de l'arrivée, Grace Brown, Rachel Neylan et Ilaria Sanguineti attaquent mais le peloton ne les laisse pas partir. Dix kilomètres plus, Mieke Kröger, Katarzyna Pawlowska, Floortje Mackaij et Rossella Ratto accélèrent. Un groupe de poursuite se forme derrière avec Moniek Tenniglo, Clara Koppenburg, Janneke Ensing, Christina Siggaard et Stine Borgli. Elles sont néanmoins toutes reprises dans le final. Au sprint, Chloe Hosking s'impose devant Marianne Vos qui s'empare du maillot jaune.
| \| Classement de l'étape \| Classement de l'étape \| Classement de l'étape \| Classement de l'étape \| Classement de l'étape \| \| Coureuse \| Coureuse \| Pays \| Équipe \| Temps \| \| --------------------- \| --------------------- \| --------------------- \| ---------------------------------- \| --------------------- \| \| 1re \| Chloe Hosking \| Australie \| Alé Cipollini \| 3 h 34 min 26 s \| \| 2e \| Marianne Vos \| Pays-Bas \| WM3 \| + 0 s \| \| 3e \| Ellen van Dijk \| Pays-Bas \| Sunweb \| + 0 s \| \| 4e \| Jolien D'Hoore \| Belgique \| Wiggle High5 \| + 0 s \| \| 5e \| Lotta Lepistö \| Finlande \| Cervélo Bigla \| + 0 s \| \| 6e \| Roxane Fournier \| France \| FDJ-Nouvelle Aquitaine-Futuroscope \| + 0 s \| \| 7e \| Floortje Mackaij \| Pays-Bas \| Sunweb \| + 0 s \| \| 8e \| Tiffany Cromwell \| Australie \| Canyon-SRAM Racing \| + 0 s \| \| 9e \| Claudia Koster \| Pays-Bas \| VéloCONCEPT Women \| + 0 s \| \| 10e \| Alexis Magner \| États-Unis \| Canyon-SRAM Racing \| + 0 s \| |                  |            |                                    |                 |
| |                  |            |                                    |                 |
| Source : ProCyclingStats |                  |            |                                    |                 |
| Classement de l'étape |                  |            |                                    |                 |
| Coureuse | Coureuse         | Pays       | Équipe                             | Temps           |
| 1re | Chloe Hosking    | Australie  | Alé Cipollini                      | 3 h 34 min 26 s |
| 2e | Marianne Vos     | Pays-Bas   | WM3                                | + 0 s           |
| 3e | Ellen van Dijk   | Pays-Bas   | Sunweb                             | + 0 s           |
| 4e | Jolien D'Hoore   | Belgique   | Wiggle High5                       | + 0 s           |
| 5e | Lotta Lepistö    | Finlande   | Cervélo Bigla                      | + 0 s           |
| 6e | Roxane Fournier  | France     | FDJ-Nouvelle Aquitaine-Futuroscope | + 0 s           |
| 7e | Floortje Mackaij | Pays-Bas   | Sunweb                             | + 0 s           |
| 8e | Tiffany Cromwell | Australie  | Canyon-SRAM Racing                 | + 0 s           |
| 9e | Claudia Koster   | Pays-Bas   | VéloCONCEPT Women                  | + 0 s           |
| 10e | Alexis Magner    | États-Unis | Canyon-SRAM Racing                 | + 0 s           |

| \| Classement général \| Classement général \| Classement général \| Classement général \| Classement général \| \| Coureuse \| Coureuse \| Pays \| Équipe \| Temps \| \| ------------------ \| ------------------ \| ------------------ \| ------------------ \| ------------------ \| \| 1re \| Marianne Vos \| Pays-Bas \| WM3 \| 6 h 04 min 31 s \| \| 2e \| Jolien D'Hoore \| Belgique \| Wiggle High5 \| + 12 s \| \| 3e \| Ellen van Dijk \| Pays-Bas \| Sunweb \| + 12 s \| \| 4e \| Megan Guarnier \| États-Unis \| Boels Dolmans \| + 17 s \| \| 5e \| Katrin Garfoot \| Australie \| Orica-Scott \| + 19 s \| \| 6e \| Lisa Klein \| Allemagne \| Cervélo Bigla \| + 19 s \| \| 7e \| Chloe Hosking \| Australie \| Alé Cipollini \| + 20 s \| \| 8e \| Christine Majerus \| Luxembourg \| Boels Dolmans \| + 21 s \| \| 9e \| Lotta Lepistö \| Finlande \| Cervélo Bigla \| + 21 s \| \| 10e \| Juliette Labous \| France \| Sunweb \| + 22 s \| |                   |            |               |                 |
| |                   |            |               |                 |
| Source : ProCyclingStats |                   |            |               |                 |
| Classement général |                   |            |               |                 |
| Coureuse | Coureuse          | Pays       | Équipe        | Temps           |
| 1re | Marianne Vos      | Pays-Bas   | WM3           | 6 h 04 min 31 s |
| 2e | Jolien D'Hoore    | Belgique   | Wiggle High5  | + 12 s          |
| 3e | Ellen van Dijk    | Pays-Bas   | Sunweb        | + 12 s          |
| 4e | Megan Guarnier    | États-Unis | Boels Dolmans | + 17 s          |
| 5e | Katrin Garfoot    | Australie  | Orica-Scott   | + 19 s          |
| 6e | Lisa Klein        | Allemagne  | Cervélo Bigla | + 19 s          |
| 7e | Chloe Hosking     | Australie  | Alé Cipollini | + 20 s          |
| 8e | Christine Majerus | Luxembourg | Boels Dolmans | + 21 s          |
| 9e | Lotta Lepistö     | Finlande   | Cervélo Bigla | + 21 s          |
| 10e | Juliette Labous   | France     | Sunweb        | + 22 s          |

### 3eétape
La dernière étape est nerveuse et rapide. Marianne Vos gagne le premier sprint intermédiaire s'assurant ainsi la victoire dans le classement par points. Le peloton se divise en plusieurs parties. À mi-étape, Daiva Tuslaite, Ingrid Moe et Lisen Hockings attaquent. Leur avance atteint plus de trois minutes. Derrière l'équipe WM3 mène la chasse. Daiva Tuslaite est victime d'un incident mécanique et perd contact avec la tête. Peu après, Lisen Hockings se retrouve seule en tête. Dans une côte, Rachel Neylan s'échappe du peloton avant de rejoindre Lisen Hockings. Elle poursuit ensuite son effort seule. Derrière, Ellen van Dijk joue son va-tout. Ensuite, Linda Villumsen part au kilomètre. Ellen van Dijk lance le sprint de loin et reprend ainsi la Néo-Zélandaise, elle est cependant passée par Megan Guarnier dans les derniers mètres. Marianne Vos est troisième et remporte donc le classement général.
| \| Classement de l'étape \| Classement de l'étape \| Classement de l'étape \| Classement de l'étape \| Classement de l'étape \| \| Coureuse \| Coureuse \| Pays \| Équipe \| Temps \| \| --------------------- \| --------------------- \| --------------------- \| --------------------------- \| --------------------- \| \| 1re \| Megan Guarnier \| États-Unis \| Boels Dolmans \| 4 h 05 min 55 s \| \| 2e \| Ellen van Dijk \| Pays-Bas \| Sunweb \| + 0 s \| \| 3e \| Marianne Vos \| Pays-Bas \| WM3 \| + 0 s \| \| 4e \| Lotta Lepistö \| Finlande \| Cervélo Bigla \| + 0 s \| \| 5e \| Floortje Mackaij \| Pays-Bas \| Sunweb \| + 0 s \| \| 6e \| Gracie Elvin \| Australie \| Orica-Scott \| + 0 s \| \| 7e \| Giorgia Bronzini \| Italie \| Wiggle High5 \| + 0 s \| \| 8e \| Christine Majerus \| Luxembourg \| Boels Dolmans \| + 0 s \| \| 9e \| Tiffany Cromwell \| Australie \| Canyon-SRAM Racing \| + 0 s \| \| 10e \| Demi de Jong \| Pays-Bas \| Parkhotel Valkenburg-Destil \| + 0 s \| |                   |            |                             |                 |
| |                   |            |                             |                 |
| Source : ProCyclingStats |                   |            |                             |                 |
| Classement de l'étape |                   |            |                             |                 |
| Coureuse | Coureuse          | Pays       | Équipe                      | Temps           |
| 1re | Megan Guarnier    | États-Unis | Boels Dolmans               | 4 h 05 min 55 s |
| 2e | Ellen van Dijk    | Pays-Bas   | Sunweb                      | + 0 s           |
| 3e | Marianne Vos      | Pays-Bas   | WM3                         | + 0 s           |
| 4e | Lotta Lepistö     | Finlande   | Cervélo Bigla               | + 0 s           |
| 5e | Floortje Mackaij  | Pays-Bas   | Sunweb                      | + 0 s           |
| 6e | Gracie Elvin      | Australie  | Orica-Scott                 | + 0 s           |
| 7e | Giorgia Bronzini  | Italie     | Wiggle High5                | + 0 s           |
| 8e | Christine Majerus | Luxembourg | Boels Dolmans               | + 0 s           |
| 9e | Tiffany Cromwell  | Australie  | Canyon-SRAM Racing          | + 0 s           |
| 10e | Demi de Jong      | Pays-Bas   | Parkhotel Valkenburg-Destil | + 0 s           |

## Classements finals

### Classement général final
| \| Classement général \| Classement général \| Classement général \| Classement général \| Classement général \| \| Coureuse \| Coureuse \| Pays \| Équipe \| Temps \| \| ------------------ \| ------------------ \| ------------------ \| ------------------ \| ------------------ \| \| 1re \| Marianne Vos \| Pays-Bas \| WM3 \| 10 h 10 min 19 s \| \| 2e \| Megan Guarnier \| États-Unis \| Boels Dolmans \| + 13 s \| \| 3e \| Ellen van Dijk \| Pays-Bas \| Sunweb \| + 13 s \| \| 4e \| Katrin Garfoot \| Australie \| Orica-Scott \| + 26 s \| \| 5e \| Lisa Klein \| Allemagne \| Cervélo Bigla \| + 26 s \| \| 6e \| Chloe Hosking \| Australie \| Alé Cipollini \| + 27 s \| \| 7e \| Christine Majerus \| Luxembourg \| Boels Dolmans \| + 28 s \| \| 8e \| Lotta Lepistö \| Finlande \| Cervélo Bigla \| + 28 s \| \| 9e \| Juliette Labous \| France \| Sunweb \| + 29 s \| \| 10e \| Alexis Magner \| États-Unis \| Canyon-SRAM Racing \| + 30 s \| |                   |            |                    |                  |
| |                   |            |                    |                  |
| Source : ProCyclingStats |                   |            |                    |                  |
| Classement général |                   |            |                    |                  |
| Coureuse | Coureuse          | Pays       | Équipe             | Temps            |
| 1re | Marianne Vos      | Pays-Bas   | WM3                | 10 h 10 min 19 s |
| 2e | Megan Guarnier    | États-Unis | Boels Dolmans      | + 13 s           |
| 3e | Ellen van Dijk    | Pays-Bas   | Sunweb             | + 13 s           |
| 4e | Katrin Garfoot    | Australie  | Orica-Scott        | + 26 s           |
| 5e | Lisa Klein        | Allemagne  | Cervélo Bigla      | + 26 s           |
| 6e | Chloe Hosking     | Australie  | Alé Cipollini      | + 27 s           |
| 7e | Christine Majerus | Luxembourg | Boels Dolmans      | + 28 s           |
| 8e | Lotta Lepistö     | Finlande   | Cervélo Bigla      | + 28 s           |
| 9e | Juliette Labous   | France     | Sunweb             | + 29 s           |
| 10e | Alexis Magner     | États-Unis | Canyon-SRAM Racing | + 30 s           |

### Barème des points UCI
| Position,                 | 1er | 2e  | 3e | 4e | 5e | 6e | 7e | 8e | 9e | 10e | 11e | 12e | 13e | 14e | 15e | 16e | 17e | 18e | 19e | 20e |
| Classement général        | 120 | 100 | 85 | 70 | 60 | 50 | 40 | 35 | 30 | 25  | 20  | 18  | 16  | 14  | 12  | 10  | 8   | 6   | 4   | 2   |
| Étapes et demi-étapes     | 25  | 20  | 18 | 16 | 14 | 12 | 10 | 8  | 6  | 4   |     |     |     |     |     |     |     |     |     |     |
| Port du maillot de leader | 6   |     |    |    |    |    |    |    |    |     |     |     |     |     |     |     |     |     |     |     |

### Classements annexes

#### Classements par points
| Classement par points | Classement par points | Classement par points | Classement par points | Classement par points |
| Coureuse              | Coureuse              | Pays                  | Équipe                | Points                |
| --------------------- | --------------------- | --------------------- | --------------------- | --------------------- |
| 1re                   | Marianne Vos          | Pays-Bas              | WM3                   | 37 pts                |
| 2e                    | Megan Guarnier        | États-Unis            | Boels Dolmans         | 16 pts                |
| 3e                    | Chloe Hosking         | Australie             | Alé Cipollini         | 13 pts                |
| 4e                    | Ellen van Dijk        | Pays-Bas              | Sunweb                | 12 pts                |
| 5e                    | Jolien D'Hoore        | Belgique              | Wiggle High5          | 11 pts                |
| 6e                    | Lotta Lepistö         | Finlande              | Cervélo Bigla         | 8 pts                 |
| 7e                    | Gracie Elvin          | Australie             | Orica-Scott           | 6 pts                 |
| 8e                    | Lisen Hockings        | Australie             | Australie             | 5 pts                 |
| 9e                    | Christine Majerus     | Luxembourg            | Boels Dolmans         | 5 pts                 |
| 10e                   | Alexis Magner         | États-Unis            | Canyon-SRAM Racing    | 3 pts                 |

#### Classement de la montagne
| Classement de la montagne | Classement de la montagne | Classement de la montagne | Classement de la montagne | Classement de la montagne |
| ------------------------- | ------------------------- | ------------------------- | ------------------------- | ------------------------- |
|                           | Coureur                   | Pays                      | Équipe                    | Point(s)                  |
| 1er                       | Janneke Ensing            | Pays-Bas                  | Alé Cipollini             | 19 points                 |
| 2e                        | Rossella Ratto            | Italie                    | Cylance                   | 15 pts                    |
| 3e                        | Megan Guarnier            | États-Unis                | Boels Dolmans             | 5 pts                     |
| modifier                  |                           |                           |                           |                           |

#### Classement de la meilleure jeune
| Classement de la meilleure jeune | Classement de la meilleure jeune | Classement de la meilleure jeune | Classement de la meilleure jeune | Classement de la meilleure jeune |
|                                  | Coureur                          | Pays                             | Équipe                           | Temps                            |
| -------------------------------- | -------------------------------- | -------------------------------- | -------------------------------- | -------------------------------- |
| 1er                              | Lisa Klein                       | Allemagne                        | Cervélo Bigla                    | en 10 h 10 min 45 s              |
| 2e                               | Juliette Labous                  | France                           | Sunweb                           | +3 s                             |
| 3e                               | Demi de Jong                     | Pays-Bas                         | Parkhotel Valkenburg             | +16 s                            |
| modifier                         |                                  |                                  |                                  |                                  |

#### Classement par équipes
| Classement par équipes | Classement par équipes             | Classement par équipes | Classement par équipes |
| Équipe                 | Équipe                             | Pays                   | Temps                  |
| ---------------------- | ---------------------------------- | ---------------------- | ---------------------- |
| 1re                    | Sunweb                             | Pays-Bas               | 30 h 32 min 25 s       |
| 2e                     | Boels Dolmans                      | Pays-Bas               | + 5 s                  |
| 3e                     | Orica-Scott                        | Australie              | + 13 s                 |
| 4e                     | WM3 Pro Cycling                    | Pays-Bas               | + 1 min 12 s           |
| 5e                     | Wiggle High5                       | Royaume-Uni            | + 1 min 34 s           |
| 6e                     | VéloCONCEPT Women                  | Danemark               | + 1 min 50 s           |
| 7e                     | Alé Cipollini Galassia             | Italie                 | + 1 min 59 s           |
| 8e                     | FDJ-Nouvelle Aquitaine-Futuroscope | France                 | + 2 min 28 s           |
| 9e                     | Cylance Pro Cycling                | États-Unis             | + 2 min 31 s           |
| 10e                    | Hitec Products                     | Norvège                | + 3 min 13 s           |

## Liste des participantes
| Légende                                | Légende                                                                                         | Légende                         | Légende                                                                                                  |
| -------------------------------------- | ----------------------------------------------------------------------------------------------- | ------------------------------- | --- |
| Num                                    | Dossard de départ porté par le coureur sur cette Tour de Norvège féminine                       | Pos                             | Position finale au classement général                                                                    |
| Leader du classement général           | Indique le vainqueur du classement général                                                      | Leader du classement par points | Indique le vainqueur du classement par points                                                            |
| Leader du classement du meilleur jeune | Indique le vainqueur du classement du meilleur jeune                                            |                                 | Indique un maillot de champion national ou mondial, suivi de sa spécialité                               |
| #                                      | Indique la meilleure équipe                                                                     | NP                              | Indique un coureur qui n'a pas pris le départ d'une étape, suivi du numéro de l'étape où il s'est retiré |
| AB                                     | Indique un coureur qui n'a pas terminé une étape, suivi du numéro de l'étape où il s'est retiré | HD                              | Indique un coureur qui a terminé une étape hors des délais, suivi du numéro de l'étape                   |
| DSQ                                    | Indique un coureur qui a été disqualifié de la course, suivi du numéro de l'étape               | *                               | Indique un coureur en lice pour le classement du meilleur jeune (coureurs nés après le )                 |

| Boels Dolmans DLT | Boels Dolmans DLT               | Boels Dolmans DLT |
| ----------------- | ------------------------------- | ----------------- |
| Num               | Coureur                         | Pos               |
| 1                 | Chantal Blaak (NED) (route)     | 11e               |
| 2                 | Amalie Dideriksen (DEN) (route) | 26e               |
| 3                 | Jip van den Bos (NED)           | 65e               |
| 4                 | Megan Guarnier (USA)            | 2e                |
| 5                 | Christine Majerus (LUX) (route) | 7e                |
| 6                 | Katarzyna Pawłowska (POL)       | 24e               |

| Wiggle High5 WHT | Wiggle High5 WHT             | Wiggle High5 WHT |
| ---------------- | ---------------------------- | ---------------- |
| Num              | Coureur                      | Pos              |
| 11               | Giorgia Bronzini (ITA)       | 18e              |
| 12               | Jolien D'Hoore (BEL) (route) | 20e              |
| 13               | Emilia Fahlin (SWE)          | 27e              |
| 14               | Annette Edmondson (AUS)      | AB-3             |
| 15               | Claudia Lichtenberg (GER)    | AB-3             |
| 16               | Julie Leth (DEN)             | AB-3             |

| WM3 | WM3                        | WM3 |
| --- | -------------------------- | --- |
| Num | Coureur                    | Pos |
| 21  | Marianne Vos (NED) (route) | 1re |
| 22  | Katarzyna Niewiadoma (POL) | 15e |
| 23  | Moniek Tenniglo (NED)      | 43e |
| 24  | Anouska Koster (NED)       | 57e |
| 25  | Jeanne Korevaar (NED)      | 76e |
| 26  | Yara Kastelijn (NED)       | 96e |

| Sunweb# SUN | Sunweb# SUN             | Sunweb# SUN |
| ----------- | ----------------------- | ----------- |
| Num         | Coureur                 | Pos         |
| 31          | Liane Lippert (GER)     | 22e         |
| 32          | Leah Kirchmann (CAN)    | 23e         |
| 33          | Juliette Labous (FRA)   | 9e          |
| 34          | Floortje Mackaij (NED)  | 21e         |
| 35          | Sabrina Stultiens (NED) | 58e         |
| 36          | Ellen van Dijk (NED)    | 3e          |

| Canyon-SRAM Racing LPR | Canyon-SRAM Racing LPR  | Canyon-SRAM Racing LPR |
| ---------------------- | ----------------------- | ---------------------- |
| Num                    | Coureur                 | Pos                    |
| 41                     | Christa Riffel (GER)    | 78e                    |
| 42                     | Tiffany Cromwell (AUS)  | 16e                    |
| 43                     | Barbara Guarischi (ITA) | 87e                    |
| 44                     | Mieke Kröger (GER)      | 55e                    |
| 45                     | Alexis Ryan (USA )      | 10e                    |
| 46                     | Leah Thorvilson (USA )  | 97e                    |

| Orica-Scott ORS | Orica-Scott ORS              | Orica-Scott ORS |
| --------------- | ---------------------------- | --------------- |
| Num             | Coureur                      | Pos             |
| 51              | Georgia Williams (NZL)       | 85e             |
| 52              | Katrin Garfoot (AUS) (route) | 4e              |
| 53              | Rachel Neylan (AUS)          | 19e             |
| 54              | Alexandra Manly (AUS)        | 60e             |
| 55              | Gracie Elvin (AUS)           | 13e             |
| 56              | Jenelle Crooks (AUS)         | 53e             |

| Cervélo Bigla CBT | Cervélo Bigla CBT               | Cervélo Bigla CBT |
| ----------------- | ------------------------------- | ----------------- |
| Num               | Coureur                         | Pos               |
| 61                | Lotta Lepistö (FIN) (route)     | 8e                |
| 62                | Nicole Hanselmann (SUI) (route) | 80e               |
| 63                | Daria Pikulik (POL)             | AB-3              |
| 64                | Lisa Klein (GER) (route)        | 5e                |
| 65                | Clara Koppenburg (GER)          | 70e               |
| 66                | Christina Perchtold (AUT)       | 91e               |

| Alé Cipollini ALE | Alé Cipollini ALE    | Alé Cipollini ALE |
| ----------------- | -------------------- | ----------------- |
| Num               | Coureur              | Pos               |
| 71                | Chloe Hosking (AUS)  | 6e                |
| 72                | Daiva Tušlaitė (LTU) | 75e               |
| 73                | Romy Kasper (GER)    | 37e               |
| 74                | Janneke Ensing (NED) | 28e               |
| 75                | Soraya Paladin (ITA) | 56e               |
| 76                | Anna Trevisi (ITA)   | AB-3              |

| Cylance CPC | Cylance CPC                         | Cylance CPC |
| ----------- | ----------------------------------- | ----------- |
| Num         | Coureur                             | Pos         |
| 81          | Kirsten Wild (NED )                 | 25e         |
| 82          | Marta Tagliaferro (ITA )            | AB-3        |
| 83          | Rossella Ratto (ITA )               | 35e         |
| 84          | Sheyla Gutierrez Ruiz (ESP) (route) | 47e         |
| 85          | Danielle King (GBR )                | 31e         |
| 86          | Małgorzata Jasińska (POL )          | 66e         |

| Véloconcept TVW | Véloconcept TVW            | Véloconcept TVW |
| --------------- | -------------------------- | --------------- |
| Num             | Coureur                    | Pos             |
| 91              | Linda Villumsen (NZL)      | 12e             |
| 92              | Claudia Koster (NED)       | 33e             |
| 93              | Christina Siggaard (DEN)   | 39e             |
| 94              | Pernille Mathiesen (DEN)   | NP-3            |
| 95              | Louise Norman Hansen (DEN) | NP-1            |
| 96              | Sara Mustonen (SWE)        | AB-3            |

| Bepink BPK | Bepink BPK              | Bepink BPK |
| ---------- | ----------------------- | ---------- |
| Num        | Coureur                 | Pos        |
| 101        | Olga Zabelinskaya (RUS) | 72e        |
| 102        | Silvia Valsecchi (ITA)  | AB-3       |
| 103        | Ilaria Sanguineti (ITA) | AB-3       |
| 104        | Alison Jackson (CAN)    | 14e        |
| 105        | Francesca Pattaro (ITA) | AB-3       |
| 106        | Katia Ragusa (ITA)      | AB-3       |

| Hitec Products HPU | Hitec Products HPU       | Hitec Products HPU |
| ------------------ | ------------------------ | ------------------ |
| Num                | Coureur                  | Pos                |
| 111                | Emilie Moberg ( NOR)     | 36e                |
| 112                | Vita Heine (NOR) (route) | 52e                |
| 113                | Miriam Bjornsrud ( NOR)  | NP-2               |
| 114                | Thea Thorsen ( NOR)      | 79e                |
| 115                | Susanne Andersen ( NOR)  | 34e                |
| 116                | Ingvild Gåskjenn ( NOR)  | AB-3               |

| Lensworld-Kuota LZE | Lensworld-Kuota LZE             | Lensworld-Kuota LZE |
| ------------------- | ------------------------------- | ------------------- |
| Num                 | Coureur                         | Pos                 |
| 121                 | Maria Giulia Confalonieri (ITA) | 48e                 |
| 122                 | Kim de Baat (BEL)               | AB-3                |
| 123                 | Tatiana Guderzo (ITA)           | 44e                 |
| 124                 | Tetyana Riabchenko (UKR)        | 68e                 |
| 125                 | Nathalie Verschelden (BEL)      | AB-3                |

| FDJ-Nouvelle Aquitaine-Futuroscope FUT | FDJ-Nouvelle Aquitaine-Futuroscope FUT | FDJ-Nouvelle Aquitaine-Futuroscope FUT |
| -------------------------------------- | -------------------------------------- | -------------------------------------- |
| Num                                    | Coureur                                | Pos                                    |
| 131                                    | Greta Richioud (FRA)                   | AB-3                                   |
| 132                                    | Charlotte Bravard (FRA) (route)        | 42e                                    |
| 133                                    | Roxane Fournier (FRA)                  | 61e                                    |
| 134                                    | Shara Gillow (AUS)                     | 29e                                    |
| 135                                    | Roxane Knetemann (NED)                 | 41e                                    |
| 136                                    | Eri Yonamine (JPN) (route)             | 46e                                    |

| Lotto Soudal LBL | Lotto Soudal LBL         | Lotto Soudal LBL |
| ---------------- | ------------------------ | ---------------- |
| Num              | Coureur                  | Pos              |
| 141              | Lotte Kopecky (BEL)      | 50e              |
| 142              | Élise Delzenne (FRA)     | 32e              |
| 143              | Annelies Dom (BEL)       | 81e              |
| 144              | Trine Schmidt (DEN)      | 83e              |
| 145              | Isabelle Beckers (BEL)   | AB-3             |
| 146              | Julie van de Velde (BEL) | 82e              |

| Drops DRP | Drops DRP               | Drops DRP |
| --------- | ----------------------- | --------- |
| Num       | Coureur                 | Pos       |
| 151       | Anna Christian (GBR)    | AB-2      |
| 152       | Elizabeth Holden (GBR)  | 62e       |
| 153       | Abigail van Twisk (GBR) | 89e       |
| 154       | Hannah Payton (GBR)     | 73e       |
| 155       | Laura Massey (GBR)      | 63e       |
| 156       | Lucy Shaw (GBR)         | AB-3      |

| Parkhotel Valkenburg-Destil PVD | Parkhotel Valkenburg-Destil PVD | Parkhotel Valkenburg-Destil PVD |
| ------------------------------- | ------------------------------- | ------------------------------- |
| Num                             | Coureur                         | Pos                             |
| 161                             | Aafke Soet (NED)                | AB-2                            |
| 162                             | Karlijn Swinkels (NED)          | NP-1                            |
| 163                             | Eva Buurman (NED)               | NP-3                            |
| 164                             | Pauliena Rooijakkers (NED)      | NP-3                            |
| 165                             | Demi de Jong (NED)              | 17e                             |
| 166                             | Nina Buysman (NED)              | 49e                             |

| WNT | WNT                    | WNT  |
| --- | ---------------------- | ---- |
| Num | Coureur                | Pos  |
| 171 | Katie Archibald (GBR)  | AB-3 |
| 172 | Anna Badegruber (AUT)  | HD-2 |
| 173 | Hayley Simmonds (GBR)  | AB-2 |
| 174 | Hayley Jones (GBR)     | 74e  |
| 175 | Eileen Roe (GBR)       | 54e  |
| 176 | Natalie Grinczer (GBR) | AB-3 |

| Vlaanderen-Etixx SVE | Vlaanderen-Etixx SVE      | Vlaanderen-Etixx SVE |
| -------------------- | ------------------------- | -------------------- |
| Num                  | Coureur                   | Pos                  |
| 181                  | Kelly Druyts (BEL)        | AB-3                 |
| 182                  | Demmy Druyts (BEL)        | AB-3                 |
| 183                  | Jessy Druyts (BEL)        | 40e                  |
| 184                  | Valerie Demey (BEL)       | 60e                  |
| 185                  | Kelly van den Steen (BEL) | 38e                  |

| Valcar-PBM VAL | Valcar-PBM VAL         | Valcar-PBM VAL |
| -------------- | ---------------------- | -------------- |
| Num            | Coureur                | Pos            |
| 191            | Elisa Balsamo (ITA)    | 30e            |
| 192            | Marta Cavalli (ITA)    | 90e            |
| 193            | Silvia Pollicini (ITA) | 92e            |
| 194            | Silvia Persico (ITA)   | 88e            |
| 195            | Chiara Zanettin (ITA)  | 51e            |
| 196            | Dalia Muccioli (ITA)   | 93e            |

| Sélection nationale norvégienne | Sélection nationale norvégienne | Sélection nationale norvégienne |
| ------------------------------- | ------------------------------- | ------------------------------- |
| Num                             | Coureur                         | Pos                             |
| 201                             | Ingrid Moe (NOR)                | 94e                             |
| 202                             | Stine Borgli (NOR)              | 45e                             |
| 203                             | Julie Solvang (NOR)             | 95e                             |
| 204                             | Line Marie Gulliksen (NOR)      | 67e                             |
| 205                             | Vibeke Dybwad (NOR)             | 84e                             |
| 206                             | Kirsti Ruud (NOR)               | AB-3                            |

| Sélection nationale australienne | Sélection nationale australienne | Sélection nationale australienne |
| -------------------------------- | -------------------------------- | -------------------------------- |
| Num                              | Coureur                          | Pos                              |
| 211                              | Lisen Hockings (AUS)             | 59e                              |
| 212                              | Lucy Kennedy (AUS)               | 64e                              |
| 213                              | Shannon Malseed (AUS)            | 71e                              |
| 214                              | Grace Brown (AUS)                | 77e                              |
| 215                              | Jessica Pratt (AUS)              | 86e                              |
| 216                              | Louisa Lobings (AUS)             | AB-3                             |